# Hans Groop
Hans Groop (* 1932 in Vaasa) ist ein finnischer Yachtkonstrukteur, der in Helsinki auf der Wärtsilä-Werft in seinem Beruf und als Public-Relations-Chef arbeitete.
Der Finnlandschwede Groop entwarf mehr als 100 Segelyachten und Motorboote. Der bekannteste Entwurf war das 3-Mann-Kielboot H-Boot im Jahr 1967, die zu einer der populärsten Einheitsklassen in der Welt mit heute insgesamt über 5.300 gebauten Einheiten wurde. Vom Vornamen des Konstrukteurs leitet sich auch der Buchstabe „H“ in der Bezeichnung H-Boot ab. Hans Groop ist Mitglied des Segelclubs Helsingfors Segelsällskap (HSS) in Helsinki (schwedisch Helsingfors), ein führender Yachtclub für kleinere Kielboote in den nordischen Ländern. Der Yachtclub initiierte auch die Entwicklung des H-Bootes, um das populäre aber inzwischen unmodern gewordene Hai-Boot zu ersetzen.
| Name Bootsklasse | LoA [metrisch] | LoA [englisch] | erstes Baujahr |
| ---------------- | -------------- | -------------- | -------------- |
| H-Boot           | 8,31 m         | 27,25'         | 1967           |
| H-35             | 10,67 m        | 35,00'         | 1975           |
| Targa 96         | 9,60 m         | 31,50'         | 1975           |
| Lohi 34          | 10,41 m        | 34,16'         | 1978           |
| Joemarin 34      | 10,41 m        | 34,16'         | 1978           |
| Joemarin 17      | 5,21 m         | 17,08'         | 1978           |
| Finnsailer 34    | 10,48 m        | 34,38'         | 1978           |
| Artina 29        | 8,70 m         | 28,54'         | 1980           |
| Targa 101        | 10,10 m        | 33,14'         | 1980           |
| H-323            | 9,85 m         | 32,32'         | 1981           |
| Artina 33        | 9,98 m         | 32,74'         | 1985           |
| H-26             | 7,88 m         | 25,85'         | 1986           |
| H-40             | 11,98 m        | 38,74'         | 2005           |

Hans Groop entwarf auch eine 5,5mR-Yacht für König Olav von Norwegen. Mit dieser Yacht gewann der König die Silbermedaille bei der Weltmeisterschaft im Jahr 1985 in Kalifornien (USA).
Er konstruierte auch größere Yachten mit 54, 72 und 76 Fuß Länge (16,45 m – 23,17 m).
Hans Groop war ein sehr geschickter Segler, der auch mehrere Meisterschaften gewann. Er segelte unter anderen die sehr elegante und komfortable Yacht IS 400, die er selbst entworfen hat.